# Associação Católica Coreana
A Associação Católica Coreana (KCA), também conhecida como Associação Católica da Coreia do Norte ou Associação dos Católicos Romanos da Coréia do Norte, é um organismo estatal fundado em 30 de junho de 1988, pelo Governo da República Popular Democrática da Coreia do Norte na gestão de Kim il-sung, com o objetivo de monitorar, controlar e supervisionar as atividades dos católicos norte-coreanos fiéis ao Papa. É considerada uma igreja estatal assim como sua versão chinesa, a Associação Patriótica Católica Chinesa, consequentemente também não é ligada a Santa Sé. Samuel Chang Jae-on foi o primeiro presidente da KCA, sendo sucedido por Kim Chol-Un e seu vice-presidente Cha Julio.
A KCA também é responsável por todas as informações oficiais sobre a Igreja e coordena um serviço semanal para os fiéis, segundo dados disponibilizados por ela existem aproximadamente 3.000 católicos no país. No entanto, a Comissão de Direitos Humanos das Nações Unidas e a organização Ajuda à Igreja que Sofre colocam o número mais próximo de 800, considerando uma nação de cerca de 23 milhões de pessoas, a população católica microscopicamente pequena no país.
O artigo 14 da Constituição norte-coreana afirma que os cidadãos "devem ter liberdade de crença religiosa e de prestação de serviços religiosos", mas segundo a Comissão de Direitos Humanos das Nações Unidas esta é efetivamente inexistente no país. O único culto publicamente admitido é o que está voltado para os líderes nacionais Kim Il-sung, considerado “ o pai da pátria”  e seu filho Kim Jong-il, sendo vedado a fiéis de qualquer religião atitudes de conotação religiosas em público, aos católicos não podem sequer se engajar em gestos simples como o sinal da cruz, sem medo de vigilância e serem denunciados pela KCA por atentarem contra a laicidade do Estado .
No ano de 2016 o governo de Kim Jong Un, através da KCA, decidiu oficialmente banir o que ainda era a tradicional celebração pública do Natal para dar lugar ao novo culto à "Sagrada Mãe da Revolução", dedicado a sua avó Kim Jong Suk, mãe do último líder do país, Kim Jong Il. A intenção teria surgido em 2014, quando Kim Jong Un descobriu que a Coréia do Sul planejava erguer uma enorme árvore de Natal ao longo da fronteira. Em meio a ameaças de guerra total, a árvore nunca foi erguida. Apesar da aversão pelas árvores de Natal, elas podem ser encontradas na capital de Pyongyang - especialmente em lojas e restaurantes de luxo -, mas são amplamente despojadas de símbolos religiosos .
Após o confisco dos bens da Igreja por parte do governo norte-coreano, a KCA atualmente é administradora e proprietária da Catedral de Changchung, a diocese de Pyongyang,  após os outros templos católicos serem desativados. Por causa da repressão aos católicos fiéis a Santa Sé, mantem tensas relações com o Vaticano e é considerada sé vacante pela Santa Sé. O último bispo de Pyongyang, Francis Hong Yong-ho, ainda está listado no Annuario Pontificio, o anuário oficial do Vaticano, como “desaparecido” desde 10 de março de 1962. Desde então, o arcebispo de Seul, na Coréia do Sul, foi designado Administrador Apostólico e é auxiliado por um Vigário para Pyongyang, não havendo, por conseguinte, nem bispo, religiosos ou qualquer pároco residente . Monsenhor Pietro Parolin, Secretário de Relações do Estado do Vaticano, afirmou em 19 de outubro de 2006 que os católicos em Pyongyang fazem parte do único corpo de Cristo mesmo sem seu próprio ministro ordenado pelas autoridades da Igreja. A KCA em 2006 tentou ocasionalmente estabelecer vínculos com líderes católicos na Coréia do Sul, mas estes sempre foram desencorajados pelo Vaticano com base na "constituição canônica irregular do grupo do norte" e pelas suspeitas de que na verdade se trataria de atividades de inteligência para detectar católicos desertores do regime norte-coreano.
Em 26 de agosto de 2014 a Arquidiocese de Seul convidou a KCA à Missa pela reconciliação e a paz que o Papa celebraria no dia 18 de agosto na Catedral Myeongdong, no último dia de sua visita apostólica à Península. Por ordem do governo de Kim Jong Un , a KCA declinou o convite e proibiu o envio de qualquer católico norte-coreano à celebração, sob a justificativa de a Coreia do Sul "não ter cancelado as exercitações conjuntas com os EUA, gesto que torna a visita impossível”. Segundo a carta da KCA, “vir a Seul, nestas circunstâncias, seria um passo agonizante”.
Devido esta ausência de padres, a diocese de Pyongyang não possui acesso aos sacramentos regulares, possibilidade de catequese aberta ou compartilhamento de fé, há cruzes, mas não crucifixos. Os serviços semanais incluem hinos e orações, mas também não incluem os sacramentos . Para celebrações dominicais na ausência de sacerdotes (liturgia sine sacerdote), pessoas leigas designadas pelo governo através da KCA realizam a Celebração da Palavra . Em bem raras ocasiões, o governo permite que sacerdotes estrangeiros visitem a Catedral para celebrar a missa, desde que sob a supervisão de uma autoridade do KCA .
No dia 7 de dezembro de 2015, Hyginus Kim Hee-joong, Presidente da Conferência Episcopal da Coreia do Sul, afirmou durante uma coletiva de imprensa que uma delegação da Conferência episcopal sul-coreana foi convidada pela KCA para, depois de mais de 50 anos sem a possibilidade de sacerdotes sul-coreanos celebrarem Missa ou administrem os sacramentos na Coreia do Norte, este país começará a recebê-los a partir da Páscoa de 2016.
Contudo, documentos comprovam que a KCA cooperou direta e indiretamente na perseguição religiosa partindo de dados de 1995, de mais de 15.000 cristãos católicos, protestantes e ortodoxos e que pelo menos 5.000 tenham sido executados apenas por orar ou distribuir Bíblias secretamente. Apenas possuir uma Bíblia e qualquer material católico é contra a lei, uma vez que a KCA publicou em 1991 um catecismo e um livro de orações, sendo proibido o uso de qualquer outro conteúdo católico que não seja previamente traduzido por pesquisadores da Universidade King Il-Sung. Em 2016 uma norte-coreana gravida de 33 anos foi presa com vinte Bíblias na bolsa. Ela foi espancada e pendurada de ponta-cabeça em público. Após sua execução, seu marido e filhos foram separados e enviados para campos de concentração. Em maio de 2010, vinte cristãos foram presos porque faziam parte de uma igreja "clandestina": três deles, líderes comunitários, foram imediatamente executados e os outros enviados para um campo.
Em contraste, as denominações protestantes às vezes acham um pouco mais fácil respirar. Por exemplo, há um seminário protestante em Pyongyang com 12 seminaristas norte-coreanos. isso pode ser porque vários membros da família de Kim Jong-il, incluindo sua mãe, foram protestantes, e um parente era na verdade um ministro protestante. Segundo alguns rumores, o próprio Kim Jong-il foi batizado como protestante. Além desses motivos pessoais, uma explicação contundente para a abordagem mais restritiva do catolicismo na Coréia do Norte é do governo temer especialmente a Igreja Católica por sua contribuição a queda do muro de Berlim. 
A Coréia do Norte é creditada ao topo dos países que perseguem o cristianismo. Segundo a ONU, pode haver entre 200.000 e 400.000 cristãos clandestinos no país. A ONU declarou em um relatório de 2014 que o governo norte-coreano vê os cristãos "como uma ameaça particularmente séria" porque a Igreja é um local de interação fora do Estado e sua fé questiona o culto da dinastia dominante, que começou Kim Il-sung em 1948, seguido por seu filho Kim Jong-il o mantido por seu neto, Kim Jong-un. Em todo o país existem 40.000 estátuas gigantes e retratos deles e o culto é obrigatório em todos os lares. As punições para os católicos que se desvincularem da KCA e estabelecer culto domiciliar clandestino fiel a doutrina da Igreja, vão desde reeducação ideológica forçada sob privação de alimentos, prisão perpétua sob trabalhos forçados nos campos de concentração, tortura e fuzilamento sumário públicos. Seus familiares também podem desaparecer e podem ser punidos por três gerações.